# Péninsule de Taitao
La péninsule de Taitao (en espagnol : Península de Taitao) est une langue de terre qui s'étend à l'ouest du Chili, auquel elle est reliée par l'étroit isthme d'Ofqui. Les indigènes et les premiers missionnaires avaient pour habitude de transporter leurs bateaux au-dessus de l'isthme entre le canal Moraleda et le golfe de Penas. Elle est située dans la région Aisén del General Carlos Ibáñez del Campo et une partie de la péninsule est située dans le parc national Laguna San Rafael. Le lac du Président Ríos, avec une superficie de 352 km2, se trouve au milieu de la péninsule. Une extension de la péninsule vers le sud est connue sous le nom de péninsule Tres Montes, dont le point le plus au sud est le cap éponyme.
Au nord de la péninsule se trouve l'archipel des Chonos et au sud, séparées par le golfe de Penas, les îles Guayaneco.
La péninsule de Taitao est le lieu de convergence de trois plaques tectoniques : la plaque de Nazca, la plaque antarctique, qui se déplacent vers l'est, et la plaque sud-américaine, qui se déplace vers l'ouest.

### Sources
(en) « Péninsule de Taitao », dans Encyclopædia Britannica , 1911 (lire sur Wikisource).